# 프리토 미스토 알라 피에몬테세

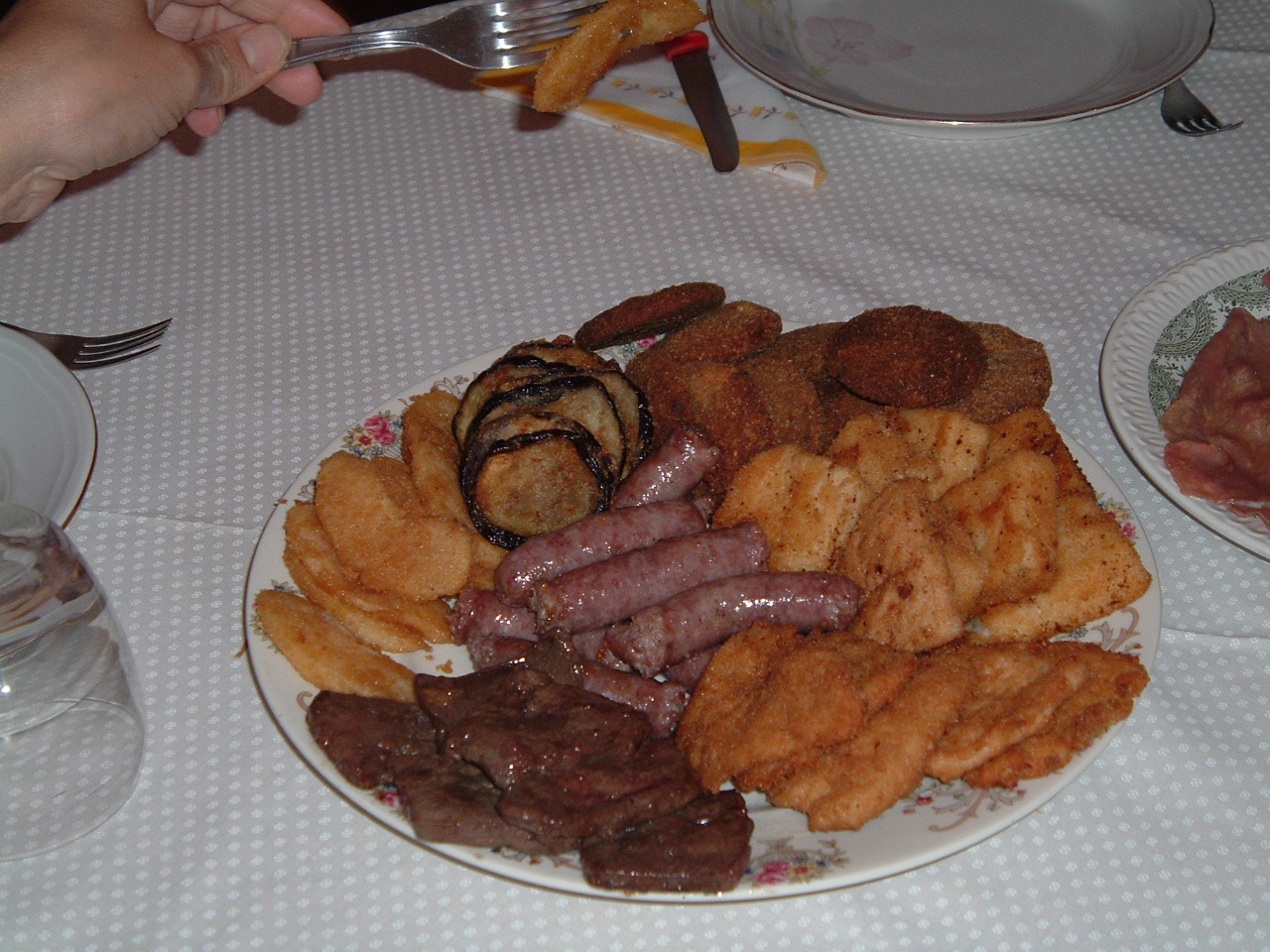
프리토 미스토 알라 피에몬테

프리토 미스토 알라 피에몬테세(이탈리아어: Fritto misto alla piemontese)는 이탈리아의 전통 요리이다. 양고기, 돼지고기, 쇠고기 등에다가 밀가루 반죽을 입혀 기름에 튀겨서 먹는 요리이다.